# Methodistenkapelle (Neckargartach)
Die Methodistenkapelle in Neckargartach bzw. die Ebenezer-Kapelle der Bischöflichen Methodistenkirche war ein Sakralbau der evangelisch-methodistischen Kirchengemeinde Neckargartachs, der am 7. Dezember 1890 eingeweiht, bis 1983 benutzt und im Zuge der Ortskernsanierung (1990) abgebrochen wurde. Der Sakralbau stand im Heilbronner Stadtteil Neckargartach an der Mühlbachstraße 21.

## Geschichte
1853 kam der Prediger Louis Wallon d. Ä. der evangelisch-methodistischen Kirche von Heilbronn nach Neckargartach. 1864 gab es dort eine kleine evangelisch-methodistische Kirchengemeinde, die zum ersten Mal das Abendmahl feiern konnte. 1865 gab es die erste evangelisch-methodistische Sonntagsschule für Kinder in Neckargartach. 1871 veranstaltete der Prediger J. Schnebeli die evangelistische Verkündigungswoche im Kronensaal. 1877 kamen etwa 60 Kinder die evangelisch-methodistische Sonntagsschule zu Neckargartach. 1890 wurde die Kirche der evangelisch-methodistischen Kirchengemeinde eingeweiht: die Ebenezer-Kapelle. Ab 1890 besuchten bereits rund 150 Kinder die Neckargartacher Sonntagsschule. Aufgrund der Gemeindevereinigung mit Frankenbach bzw. Heilbronn (Heilbronn-Friedensgemeinde) wurde die Kapelle 1983 geschlossen und an Heilbronn verkauft. Im Zuge der Ortskernsanierung wurde der Sakralbau abgebrochen.